# Cessna 165
Die Cessna C-165 Airmaster ist ein einmotoriges Kleinflugzeug des Herstellers Cessna. Sie spielte eine entscheidende Rolle bei der Wiederbelebung von Cessna in den 1930er Jahren nach dem Zusammenbruch der US-amerikanischen Flugzeugindustrie durch die Weltwirtschaftskrise.

## Geschichte

### Ursprungsmodell

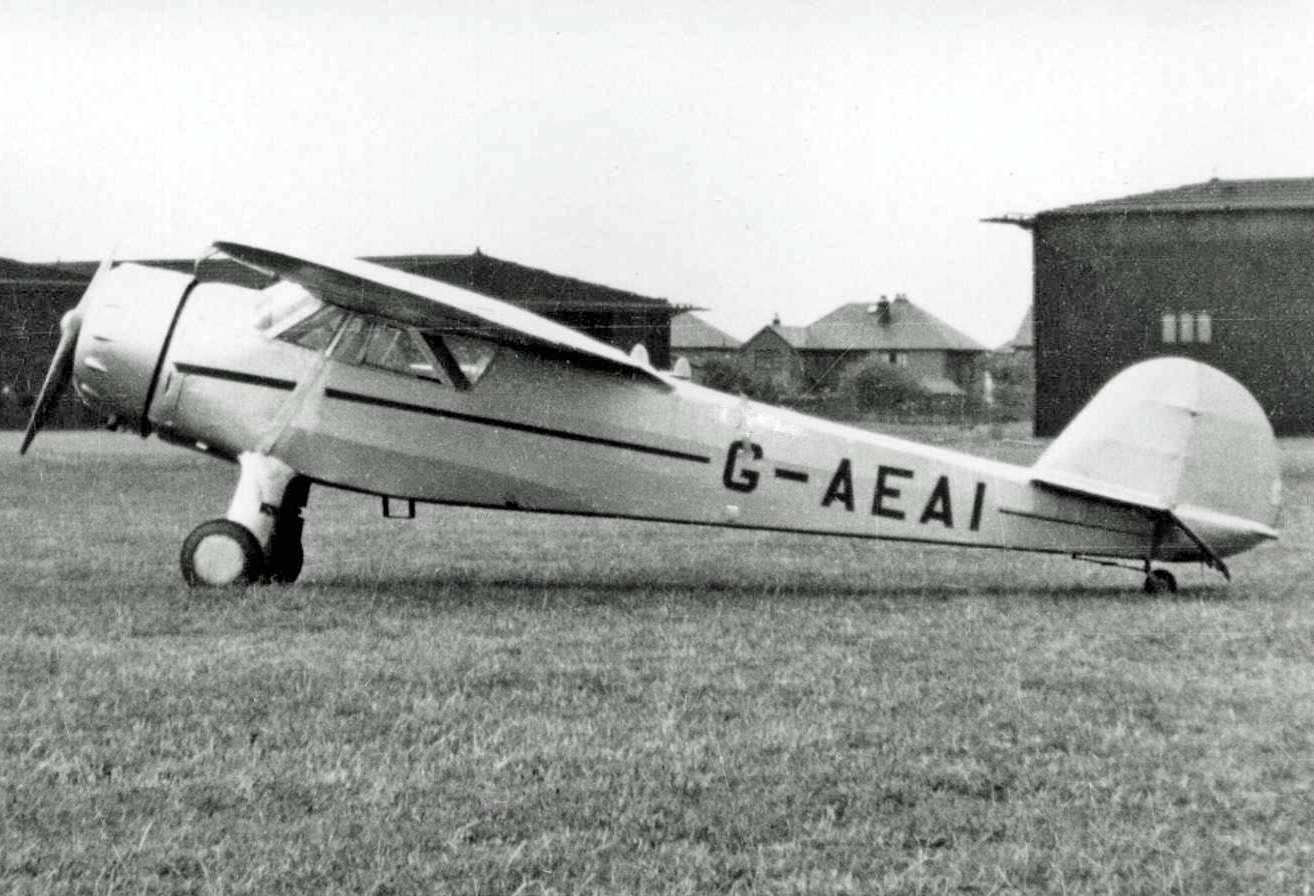
Cessna C-34 Airmaster von 1936

Mitte der 1930er Jahre, als sich die US-amerikanische Wirtschaft von der Weltwirtschaftskrise zu erholen begann, entschied sich Dwane Wallace, der Neffe von Clyde Cessna, seinem Onkel zu helfen und moderne Flugzeuge zu konstruieren. Er konstruierte die erste C-34 Airmaster, deren Jungfernflug im Juni 1935 stattfand. Kurz nach Einführung der C-34 zog sich Clyde Cessna aus dem aktiven Geschäft zurück und überließ das Unternehmen seinem Neffen.

### Spätere Modelle
Aus der ersten Airmaster – der C-34 – entstanden weitere Versionen. Die C-37 hatte eine breitere Kabine, ein verbessertes Fahrwerk und elektrisch betriebene Landeklappen. Die C-38 hatte ein höheres Seitenruder, gebogene Hauptfahrwerksbeine und eine Landeklappe unter dem Rumpf. Die C-37 und die C-38 hatten im Unterschied zur C-34 einen breiteren Rumpf, ein breiteres Fahrwerk und Gummidämpfer, mit denen der 145 PS starke Warner-SuperScarab-Motor montiert war.
Die letzten überarbeiteten Modelle der C-34 waren die C-145 und die C-165, die sich lediglich in der Motorleistung unterschieden. Bei diesen beiden Modellen, von denen insgesamt achtzig Exemplare gebaut wurden, wurde die Landeklappe unter dem Rumpf entfernt und dessen Gesamtlänge erhöht.

### Ende der Produktion
Mit dem Beginn des Zweiten Weltkriegs wurde die Produktion der Airmaster eingestellt. Der Rumpf aus geschweißten Stahlrohren, die Stoffbespannung, der umfangreiche Einsatz von Holz und die Sternmotoren – alles Charakteristika der Flugzeuge in den 1930er Jahren – machten die Herstellung zu teuer und zu langsam. Die Konstruktionen wurden zügig durch Konstruktionen aus Aluminium wie die Cessna 120 ersetzt.

## Konstruktion
Die Konstruktion der C-34 vereint Charakteristika von früheren Cessna Modellen. Die Gleichheiten umfassen die freitragenden Schulterdecker-Tragflächen und die schmalen Fenster. Tragflächen und Heckoberflächen waren vollständig aus Holz während der Rumpf aus Stahlrohren bestand. Die Modelle C-145 und C-165 wurden auch mit Schwimmern angeboten.

## Versionen
C-34Viersitziges Kleinflugzeug, angetrieben von einem Warner Super Scarab mit 145 PS (107 kW)engine; 42 built.
C-3712,7 cm breitere Kabine, verbessertes Fahrwerk, elektrisch betriebene Klappen, 46 gebaute Exemplare
C-38Breiteres Fahrwerk mit gebogenen Fahrwerksbeinen, höheres Seitenruder und Landeklappe unter dem Rumpf, 16 gebaute Exemplare
C-39Ursprüngliche Bezeichnung der C-145
C-145Angetrieben von einem Warner Super Scarab mit 145 PS (107 kW)
C-165Angetrieben von einem Warner Super Scarab mit 165 PS (121 kW)
C-165DAngetrieben von einem Warner Super Scarab mit 175 PS (129 kW)
UC-77BC-34 im Einsatz bei der United States Air Force während des Zweiten Weltkriegs
UC-77CC-37 im Einsatz bei der United States Air Force 1942
UC-94C-165s im Einsatz bei der United States Air Force 1942

## Nutzung
Australien
- Royal Australian Air Force[5]

 Finnland
- Finnische Luftstreitkräfte

 Vereinigte Staaten
- United States Army Air Forces

## Erhaltene Exemplare
Ende 2006 waren noch 69 Exemplare bei der Federal Aviation Administration registriert. Im Einzelnen waren es 30 C-165, 10 C-145, 8 C-34, 14 C-37 und 7 C-38. Bis auf ein Exemplar, das mit einem Warner SS-185 bestückt war, wurden alle anderen entweder von einem Warner SS-165 oder von Warner SS40/SS50 angetrieben. Die Baujahre der Maschinen lagen zwischen 1934 und 1941. Wie viele Exemplare insgesamt noch existieren und flugbereit sind, ist nicht bekannt.
Eine C-34 ist mit dem Kennzeichen VH-UYG in Australien registriert. Die Maschine gehört der AAA Aircraft Pty Ltd. und ist auf dem Sunshine Coast Airport in Queensland stationiert.
Das Western Antique Aeroplane & Automobile Museum in Hood River in Oregon besitzt eine flugbereite C-165 von 1940.

## Technische Daten
| Kenngröße             | Daten               |
| --------------------- | ------------------- |
| Besatzung             | 1                   |
| Passagiere            | 3                   |
| Länge                 | 7,57 m              |
| Spannweite            | 10,31 m             |
| Höhe                  | 2,21 m              |
| Flügelfläche          | 17 m²               |
| Leermasse             | 590 kg              |
| max. Startmasse       | 1007 kg             |
| Reisegeschwindigkeit  | 124 kn (230 km/h)   |
| Höchstgeschwindigkeit | 141 kn (261 km/h)   |
| Dienstgipfelhöhe      | 18.900 ft (5.761 m) |
| Reichweite            | 478 NM (885 km)     |